# Théâtre du Gymnase Marie Bell

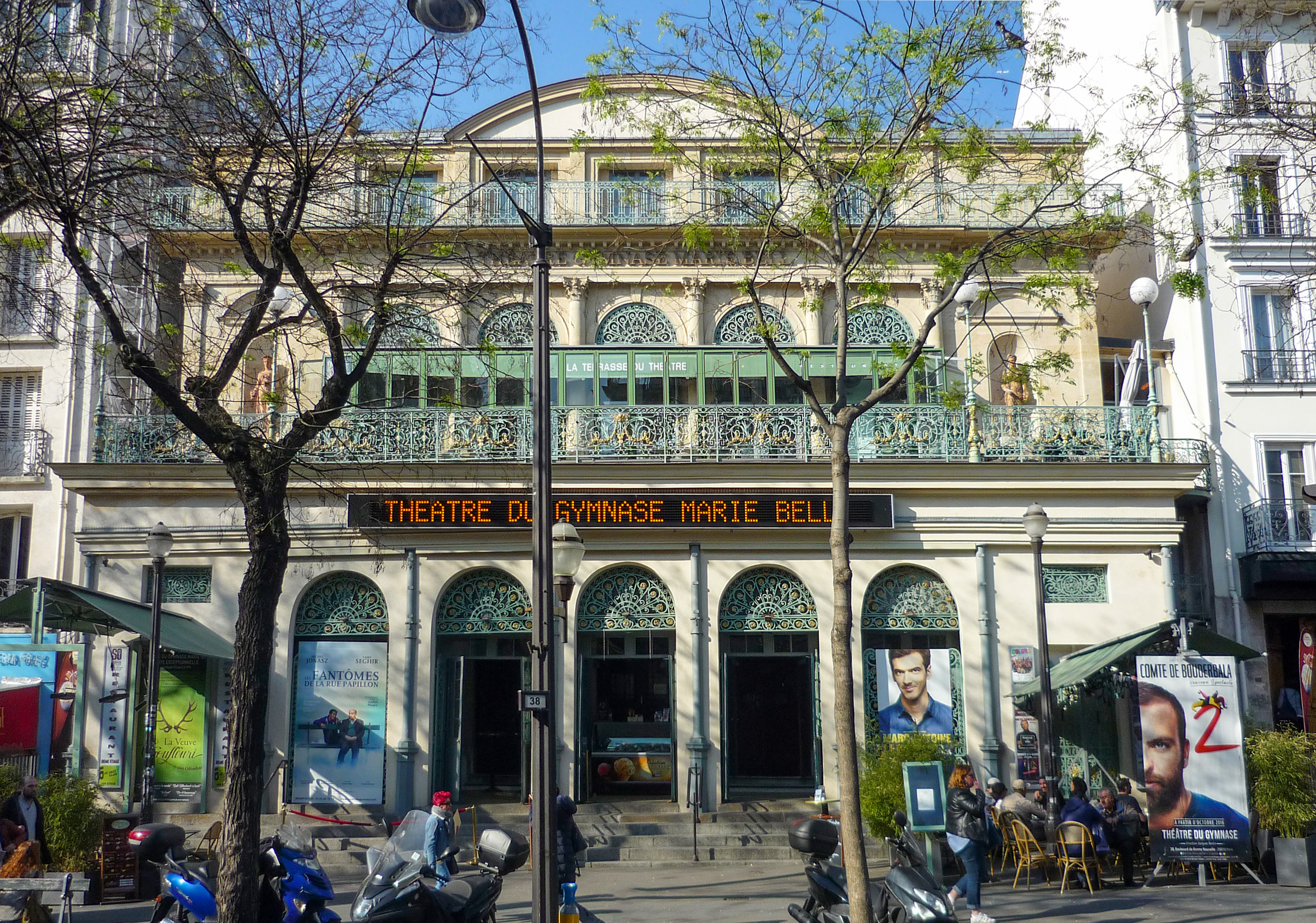
Théâtre du Gymnase Marie Bell (2017)

Théâtre du Gymnase Marie Bell – teatr w Paryżu znajdujący się przy Bulevar Bonne-Nouvelle pod numerem 38, w 10. dzielnicy, założony w 1820.
Nazwa teatru du Gymnase pochodzi od pobliskiego konserwatorium, którego uczniowie ćwiczyli grę na instrumentach w budynku teatru. Teatr szybko odniósł sukces, na jego scenie wystawiano sztuki autorów takich jak: Balzac, George Sand, Alexandre Dumas, Victorien Sardou, Meilhac i Halévy. Teatr szczególnie rozwijał się pod dyrekcją dramaturga Henriego Bernsteina (1926–1939), a następnie reżyserki i aktorki Marie Bell (1962–1985), której imieniem został później nazwany.